# Atar (Mauritânia)
Atar é uma cidade do interior da Mauritânia.